# Resolució 1384 del Consell de Seguretat de les Nacions Unides
La Resolució 1384 del Consell de Seguretat de les Nacions Unides fou adoptada per unanimitat el 14 de desembre de 2001. Després de reafirmar totes les resolucions sobre el conflicte de Xipre, inclosa la resolució 1251 (1999), el Consell va renovar el mandat de la Força de les Nacions Unides pel Manteniment de la Pau a Xipre (UNFICYP) durant sis mesos més fins al 15 de juny de 2002.
El Consell de Seguretat va prendre nota de la crida a l'informe del secretari general Kofi Annan a les autoritats de Xipre i Xipre del Nord per abordar urgentment la situació humanitària de les persones desaparegudes. El Consell també va acollir amb satisfacció els esforços per sensibilitzar el personal de les Nacions Unides per al manteniment de la pau en la prevenció i el control del VIH/SIDA i altres malalties.
En l'extensió del mandat de la UNFICYP, la resolució va demanar al Secretari General que informés al Consell l'1 de juny de 2002 sobre l'aplicació de la resolució actual. També va instar la part turcoxipriota a posar fi a les restriccions imposades el 30 de juny de 2000 a les operacions de la UNIFCYP i restaurar el statu quo militar a Strovilia.
La resolució 1384 no va fer cap referència a les properes discussions ni a les demandes turques, i les autoritats turcoxipriotes van seguir prohibint l'accés de les forces de les Nacions Unides a la zona nord de l'illa.